# Avro 504

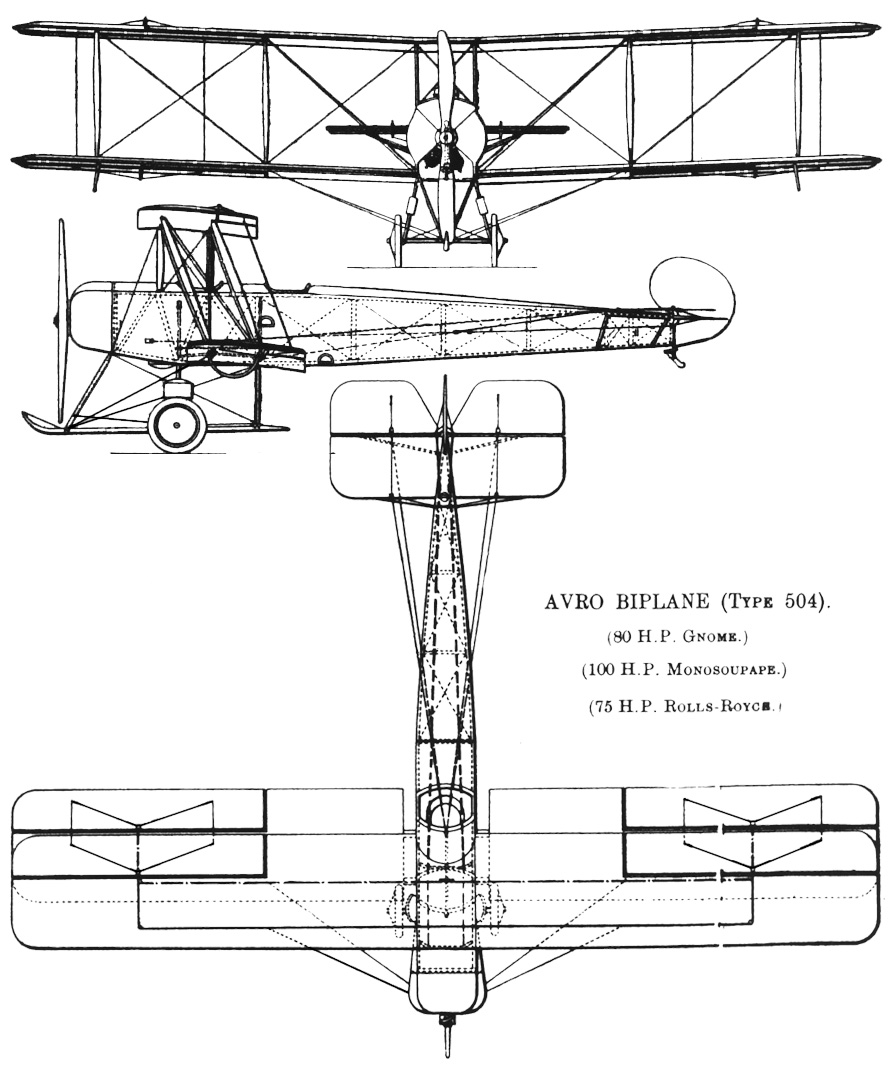
Avro 504K tekening

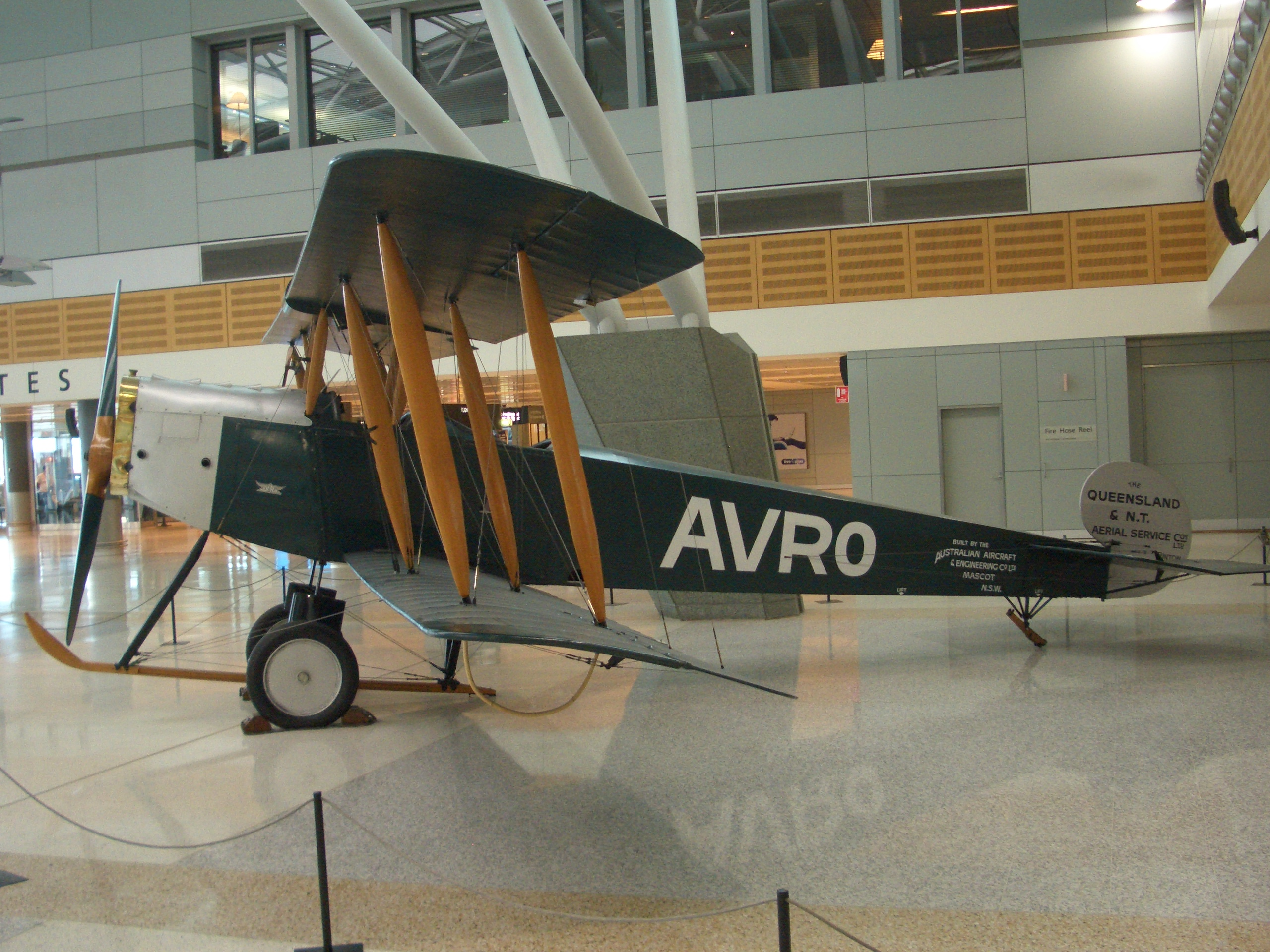
Qantas Replica

De Avro 504 is een tweedekker toestel uit de Eerste Wereldoorlog van de Engelse vliegtuigbouwer Avro. Het tweezittertoestel met rotatiemotor is gebruikt door Nederland, Frankrijk, Spanje, Portugal, Japan, China, Chili en Rusland. De eerste vlucht was op 18 september 1913. Het is in grote aantallen gebouwd in vele varianten voor zowel militaire als civiele toepassingen. Er bestaat zelfs een Russische watervliegtuig-variant.
Tijdens de Eerste Wereldoorlog was de Avro 504 al snel te verouderd om nog een rol te kunnen spelen in luchtgevechten. Maar het toestel bleek door zijn goede vliegeigenschappen en betrouwbaarheid zeer geschikt als Royal Air Force (RAF) trainingstoestel. Na de oorlog vonden de overtollige legervoorraden van het vliegtuig hun weg in de burgerluchtvaart en sportvliegerij. Het toestel werd ingezet bij vliegclubs, vliegopleidingen, posterijen en als luchtreclame-sleepvliegtuig. Tot eind dertiger jaren is de 504 over de gehele wereld in gebruik gebleven als werkpaard voor talloze toepassingen.     
Prestaties
- Maximumsnelheid: 153 km/h
- Overtreksnelheid: 64 km/h
- Klimsnelheid: 3,6 m/s
- Vliegbereik: 400 km